# Munții Eifel
Munții Eifel (denumire în germană, care se pronunță [ai-făl] ) sunt munți de înălțime medie situați în partea de vest la granița Germaniei cu Belgia și Franța, fiind delimitați de orașele Aachen în nord și Trier în sud, aparținând de grupa munților Eifel-Ardeni.

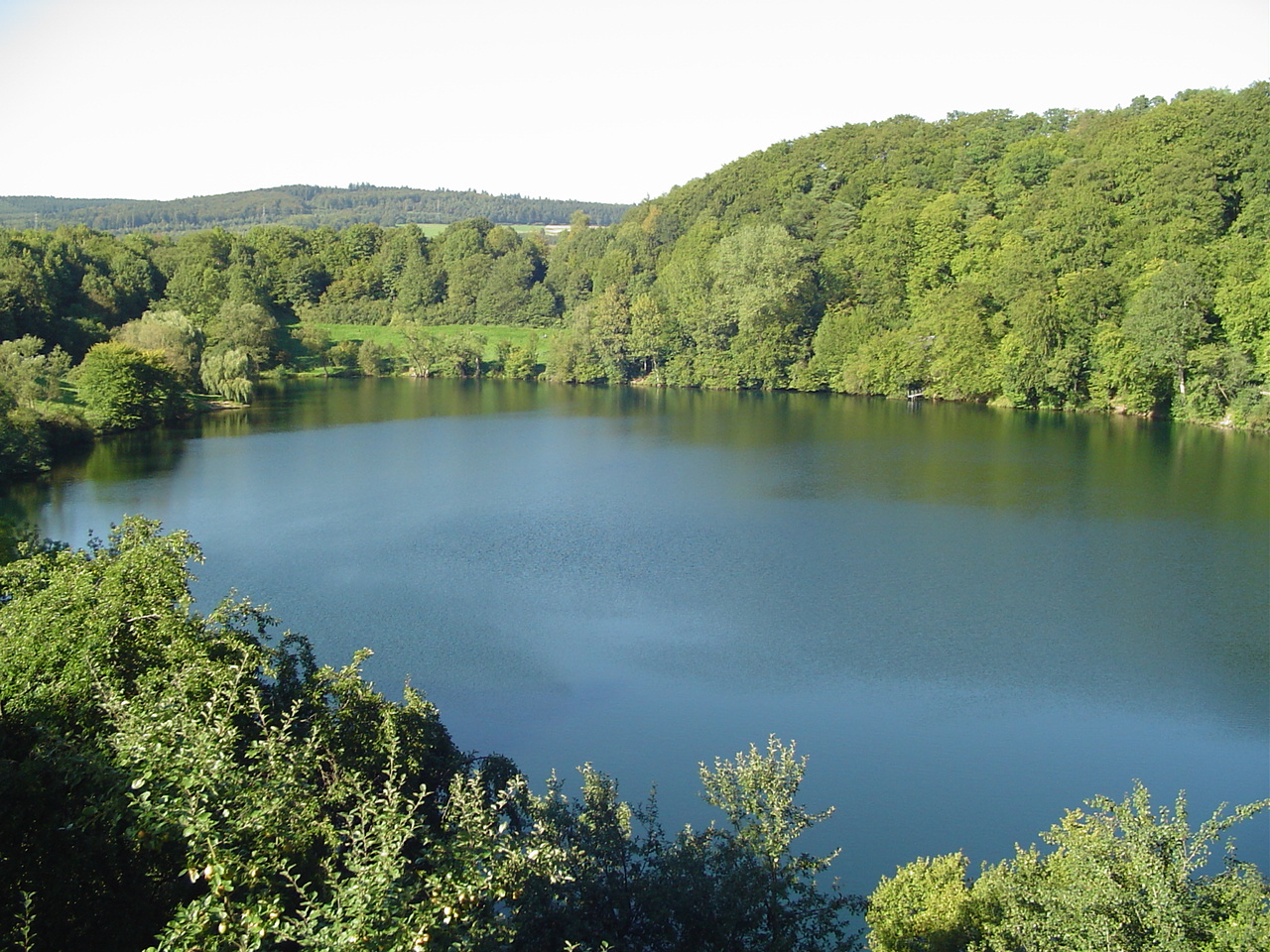
Crater vulcanic (germană: Maar), acum lac, în Eifel

## Amplasare
Munții sunt situați la nord vest de linia dintre orașele Aachen - Düren - Bonn, fiind delimitat de apele curgătoare Rin la est și Mosel la sud.
Din punct de vedere geologic sunt alcătuiți în mare parte de șisturi, masivul cel mai înalt fiind  Hohe Acht (747 m).
Numele munților provine din timpul carolingian (Carol cel Mare),  de pa provincia Eifelgau ce cuprindea regiunea izvoarelor râurilor  Ahr, Kyll, Urft și Erft.
Un punct de atracție turistică pentru amatorii de curse de întrecere auto de formula 1, este Nürburgring, la fel în regiunea aceasta sunt multe monumente istorice ca de exemplu cetăți, sau parcul național Eifel.

## Geografie

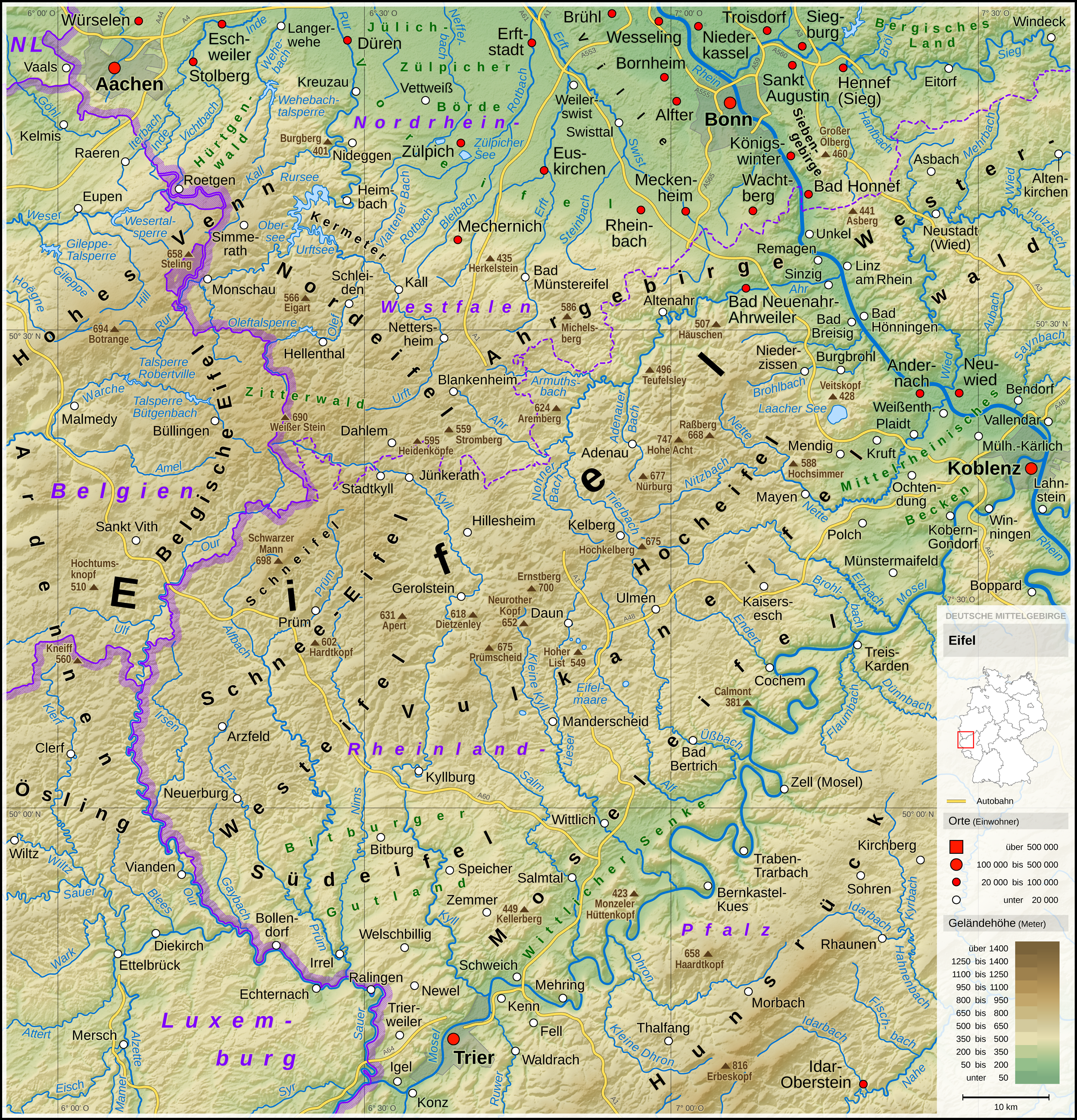
Harta cu Munții Eifel

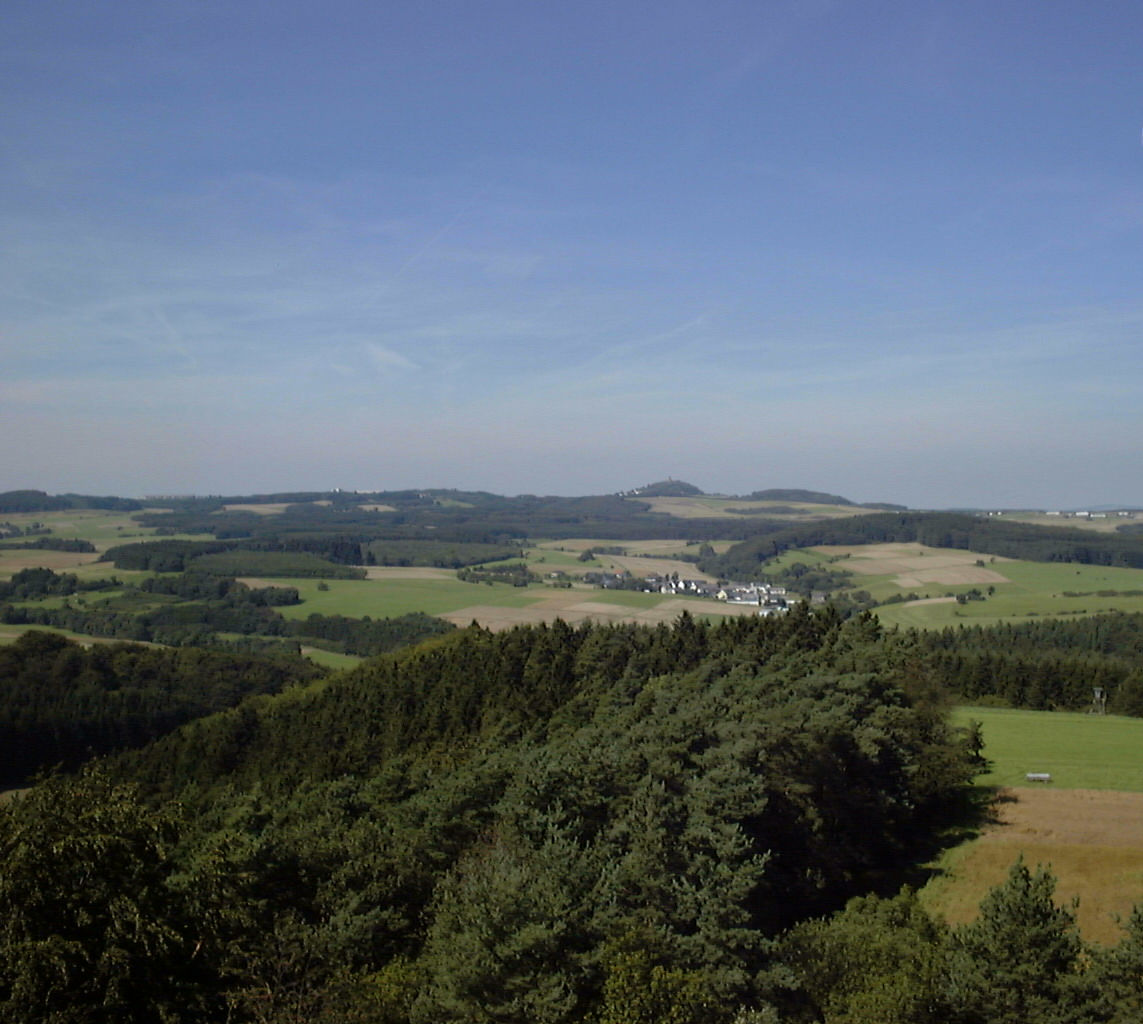
Peisaj montan

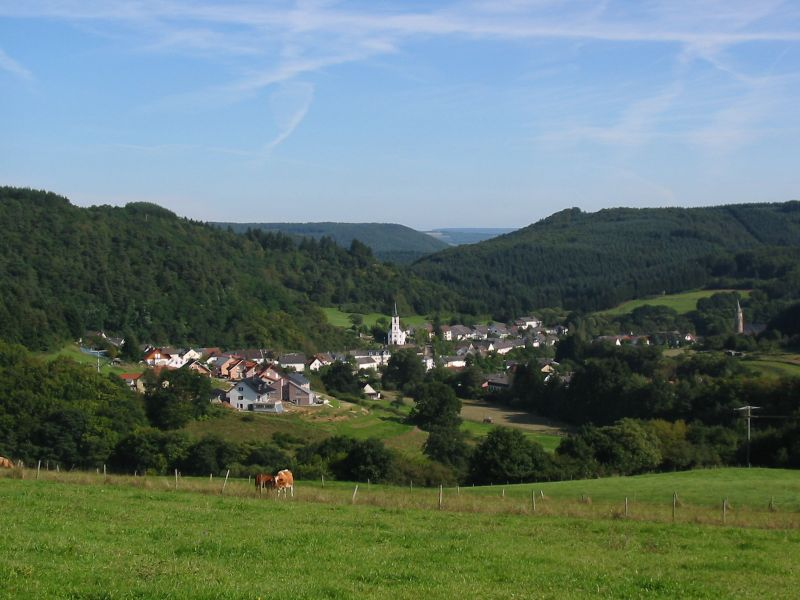
Sat tipic în Eifel Eifel în sud

Muntii Eifel din punct de vedere geologic sunt o parte din munții șisturilor ai Rinului (Variskischen Alpen), care prin procesele de eroziune, s-au redus ca înălțime, devenind un podiș, care se ridică ulterior prin procese tectonice, ajungând în vest la 700 m altitudine cu masive muntoase ca Schneifel sau Hohes Venn.
In zona estică se formează în perioada terțiară și diluviană prin procese vulcanice, unele cratere, cupe de bazalt (Hohe Eifel, Vulkaneifel) cu vârfurile (Hohe Acht, Ernstberg). Suprafața de întindere a munților este de 5300 km², fiind subîmpărțită în Eifelul de est, și de vest.

## Subîmpărțirea munților
- Hohe Eifel sau Hocheifel
- Vulkaneifel
- Ahrgebirge, sau Ahreifel (Munții Ahrului)
- Rheineifel
- Breisiger Ländchen
- Nordeifel
- Rureifel, sau Nordeifel
- Monschauer Heckenland
- Kermeter im Nationalpark Eifel
- Zitterwald
- Hürtgenwald
- Aachener Hügelland
- Hohes Venn
- Schnee-Eifel
- Schneifel, sau Schnee-Eifel
- Prümer Wald
- Südeifel
- Kyllburger Waldeifel sau Waldeifel, ca și Kylleifel
- Islek
- Bitburger Gutland
- Voreifel, in regiunea Cochem-Mayen sau Vordereifel
- Mechernicher Voreifel
- Drachenfelser Ländchen
- Die Pellenz
- Maifeld
- Moseleifel
- Der Kondel saur Kondelwald
- Meulenwald
- Moselberge
- Wittlicher Senke

## Înălțimile mai importante
| - Hohe Acht (747 m), Hohe Eifel - Ernstberg (699 m), Vulkaneifel - Schwarzer Mann, (697,3 m), Schnee-Eifel - Signal de Botrange (694 m), Hohes Venn - Scharteberg (691 m), Vulkaneifel - Weißer Stein (689 m), Nordeifel - Nürburg (678 m), Hohe Eifel - Hochkelberg (675 m), Hohe Eifel - Prümscheid (675 m), Vulkaneifel - Raßberg (668 m), Hohe Eifel - Seimersberg (663 m), Schnee-Eifel | - Steling (658 m), Hohes Venn - Giescheid (652 m), Nordeifel - Nerother Kopf (647 m), Vulkaneifel - Aremberg (623 m), Ahrgebirge - Dreiser Höhe (611 m), Hohe Eifel - Hardtkopf (596 m), Südeifel - Michelsberg (588 m), Ahrgebirge - Eigart (565 m), Nordeifel - Wildbretshügel (525 m), Nordeifel/Rureifel - Kirchberg (520 m), Nordeifel - Herkelstei |

## Apele curgătoare
| - Rhein (Rin) - Mosel - Sauer - Prüm - Nims - Enz - Our - Kyll - Salm | - Lieser - Alf - Uess - Elz - Nette - Brohl - Ahr - Erft - Veybach (Feybach) | - Krebsbach - Kühlbach - Maas - Rur - Inde - Urft - Olef - Ourthe - Vesdre (Weserbach) - Hill |

## Lista lacurilor naturale și artificiale
| - Lacuri naturale - Laacher See - Pulvermaar - Schalkenmehrener Maar - Gemündener Maar - Holzmaar - Meerfelder Maar - Weinfelder Maar, auch Totenmaar - Ulmener Maar - Windsborner Kratersee bei Bettenfeld | - Lacuri artificiale - Stausee Bitburg - Stauanlage Weilerbach (Freilinger See) - Stauanlage Kronenburg (Kronenburger See) - Oleftalsperre - Gileppe-Talsperre - Rursee - Urfttalsperre - Wehebachtalsperre - Wesertalsperre (Weserbach/Vesdre, bei Eupen) - Dreilägerbachtalsperre - Perlenbachtalsperre - Kalltalsperre - Bütgenbacher See - See von Robertville |  |

## Clima
Climă temperat continentală cu ierni blânde și veri răcoroase, cu precipitații bogate (1500 mm-1700 mm), vânturi dominante vânturile de vest ce aduc ploi.

## Vegetația și fauna
Specifică munților cu înălțime medie, în prezent se fac eforturi de repopulare  a regiunii cu lupi și urși.